# Rusticoclytus adspersus
Rusticoclytus adspersus là một loài bọ cánh cứng trong họ Cerambycidae.